# Timor Portuguès
Timor Portuguès —Timor Português (portuguès) — va ser una Colònia portuguesa corresponent territorialment al que avui és el Timor Oriental. Durant aquest període, Portugal va compartir la possessió de l'illa de Timor amb les Índies Orientals Neerlandeses i, més endavant, amb l'estat independent d'Indonèsia. Els primers europeus que van arribar a la regió foren els portuguesos el 1515. Els frares dominics s'hi van establir el 1556 i el territori fou declarat colònia portuguesa el 1702. Un cop encetat el procés de descolonització instigat per Lisboa el 1974, Indonèsia va envair el territori el 1975 i va posar fi al domini portuguès. La invasió no va ser acceptada mai pels altres països, raó per la qual el Timor Portuguès va existir oficialment fins a la independència del Timor Oriental l'any 2002.